# 히로시마섬

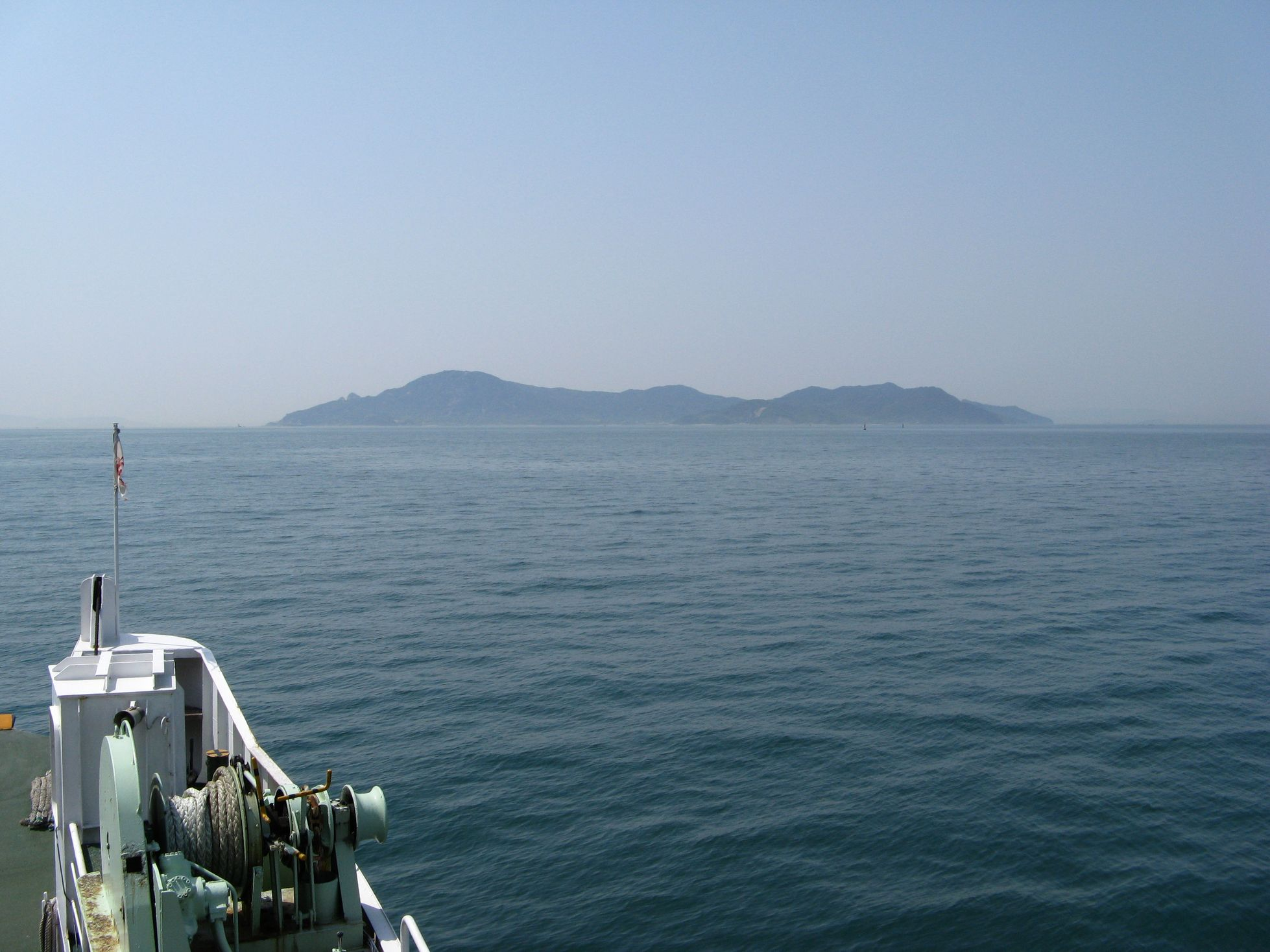

히로시마섬(廣島)은 일본 시코쿠 가가와현에 위치해 있는 섬이다.
오랫동안 무인도였다가, 16세기 말 내전에서 패한 무사들이 들어와 정착하면서 섬이 개척되었다. 이 섬의 주요 산업은 수산업이다. 이 섬은 아열대 지방에 위치해 있기 때문에 야자수가 있기도 한다.